# Новорусский (хутор)
Новору́сский — хутор в Миллеровском районе Ростовской области. Входит в состав Волошинского сельского поселения.

## География
Расположен у границы с Украиной.
На хуторе имеется одна улица: Рубежная.

## История
В 1925 году в хуторе Новорусский Мальчевско-Полненского района (ДеркулоОбливский сельский совет) было 86 дворов. В хуторе проживало 312 мужин и 328 женщин.
Жители слободы занимались сельских хозяйством.

## Население
| 2010 |
| ---- |
| 107  |

### Известные люди
- Иеремия (Алёхин) ( 1915-2016) — архимандрит, настоятель Пантелеимонова монастыря на Афоне[3].

## Достопримечательности
Территория Ростовской области была заселена еще в эпоху неолита. Люди, живущие на древних стоянках и поселениях у рек, занимались в основном собирательством и рыболовством. Степь для скотоводов всех времён была бескрайним пастбищем для домашнего рогатого скота. От тех времен осталось множество курганов с захоронениями  жителей этих мест. Курганы и курганные группы находятся на государственной охране.
Поблизости от территории хутора Новорусский Миллеровского района расположено несколько достопримечательностей – памятников археологии. Они охраняются в соответствии с Федеральным законом от 25.06.2002 N 73-ФЗ "Об объектах культурного наследия (памятниках истории и культуры) народов Российской Федерации", Областным законом от 22.10.2004 N 178-ЗС "Об объектах культурного наследия (памятниках истории и культуры) в Ростовской области", Постановлением Главы администрации РО от 21.02.97 N 51 о принятии на государственную охрану памятников истории и культуры Ростовской области и мерах по их охране и др.
- Курган "Новорусский II". Находится на расстоянии около 700 метров к юго-западу от хутора Новорусский.
- Курган "Новорусский III". Находится на расстоянии около одного километра к юго-востоку от хутора Новорусский.
- Курганная группа "Новорусский I" состоит и 2 курганов. Находится на расстоянии около 0,3 км к юго-западу от хутора Новорусский[5].